# Estadio de Rincón de Milberg
El Estadio de Rincón de Milberg fue un recinto deportivo propiedad del Club Atlético Tigre, ubicado en la localidad bonaerense de Rincón de Milberg, Partido de Tigre, Provincia de Buenos Aires, Argentina. 
No tenía un nombre propio, por lo cual su denominación popular más común hace referencia a la localidad donde se encontraba. Otro mote que recibió fue el de «Lechero Ahogado», dado por el periodista uruguayo Antonio Palacio Zino, quien siempre hacía referencia a un repartidor de leche comerciando en la cancha bajo la lluvia.

## Historia
Tigre fue sensación en 1912 al conseguir los títulos de Intermedia y Segunda de la FAF y se había ganado el derecho de competir en 1913 por primera vez en el máximo nivel. Pero su cancha, conocida como La Fábrica de Tinta, ya quedaba chica y sus dueños buscaban su desalojo.
El 1 de septiembre de 1913, José Dellagiovanna arrendó por seis años un terreno perteneciente a Elisa Milberg de González ubicado en la calle Rocha a orillas del Río Reconquista. El contrato tenía como requisito ser firmado a nombre de una persona y no de una institución. Para llegar a la nueva cancha había que cruzar todo el pueblo. Pasando el puente Juan Milberg las calles eran todas de tierra. Dellagiovanna y Barrabás, un fiel colaborador, se encargaron de acondicionar y rellenar un terreno muy irregular en el que abundaba la vegetación. Llegar a la cancha era todo un desafío. Desde la estación Tigre del FCCA había que caminar 1200 metros por calles de asfalto, cruzar dos puentes y rezar que las lluvias y la subida del río no dificulte el trayecto final que era completamente de tierra. 

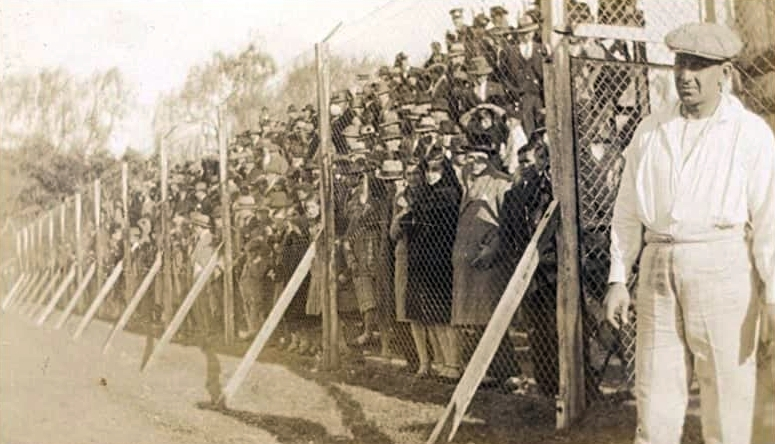
Simpatizantes de Tigre en el Estadio de Rincón de Milberg, año 1932.

Muchos la pasaron mal en Rincón de Milberg. La cancha estaba alejada y era catalogada como peligrosa. El hecho más grave fue la agresión al árbitro Calixto Gardi del 11 de octubre de 1914 que provocaría la expulsión (y simultánea renuncia) de Tigre de la Federación Argentina de Football. La hinchada sería bautizada como Cascadores.
Entre abril y mayo de 1915 aparecieron curiosamente en el Diario Crítica, en su habitual tono risueño, reiteradas menciones a un supuesto lechero vasco que se había ahogado en la cancha de Tigre. Eran otros tiempos: ese hecho, confuso y jamás comprobado, se instaló rápidamente.
Si había algo que la hacía única era su característica cortina de sauces. El estadio tenía el sello distintivo del hermoso barrio tigrense, ícono turístico de la época. El reconocido periodista Ricardo Borocotó Rodríguez lo describía así en un artículo para la revista El Gráfico en 1930: 

"Tenía su leyenda la cancha de Tigre, la llamaban “la del Lechero Ahogado”. Decíamos tenía porque la cancha es ya otra. Volvimos el domingo y la encontramos ofreciendo un aspecto tan cercano a la poesía como le es posible al fútbol andar cerca de las musas. Rodeada de sauces, suavemente sombreada, cómoda, con las gradas nuevas, categorizada con automóviles... y la casilla, de innegable ubicación isleña, sostenida en alto por los postes defensores de inundaciones, así como un comedor de cualquier recreo en el mismo Tigre. Grato, pintoresco y cordial..." 

Tigre llegó a 1931 con 18 temporadas consecutivas jugando en Primera División. Si bien sus campañas alternaban entre buenas y regulares, la institución era muy respetada en el círculo superior.
El profesionalismo puso al club y a su estadio en aprietos. En 1931, por ejemplo, debió mudar su localía a Boca Juniors, River Plate y Huracán en seis encuentros. El 28 de febrero de 1932 se inauguraron nuevas tribunas de madera, que luego serían trasladadas a Victoria.
El 29 de diciembre de 1935, ante la creciente popularidad del club, y debido a las dificultades de acceso y la renuencia de los clubes capitalinos a visitar el estadio, la comisión directiva, presidida por León Bordieu decide adquirir dos predios en Victoria, mucho más accesibles y seguros, y comienza a construirse el nuevo estadio.

## Estadísticas

### Primer partido
| Fecha               | Rival   | Resultado |
| ------------------- | ------- | --------- |
| 12 de abril de 1914 | Atlanta | 3-2       |

### Último partido
| Fecha                   | Rival                   | Resultado |
| ----------------------- | ----------------------- | --------- |
| 24 de diciembre de 1933 | Estudiantes de La Plata | 1-1       |

### Más goles convertidos
| Jugador           | Anotaciones |
| ----------------- | ----------- |
| Juan Carlos Haedo | 49          |

### Más partidos disputados
| Jugador          | Presencias |
| ---------------- | ---------- |
| Adolfo Heisinger | 179        |

### Estadísticas de Tigre jugando en Rincón de Milberg
| Competencias                 | PJ | PG | PE | PP | Porcentajes |
| Primera División 1914 (FAF)  | 10 | 6  | 2  | 2  | 70,00%      |
| Copa Competencia 1914        | 1  | 1  | 0  | 0  | 100,00%     |
| Primera División 1915 (AAF)  | 10 | 5  | 1  | 4  | 55,00%      |
| Copa Competencia 1915        | 1  | 1  | 0  | 0  | 100,00%     |
| Primera División 1916 (AAF)  | 10 | 3  | 3  | 4  | 45,00%      |
| Copa Competencia 1916        | 1  | 0  | 0  | 1  | 0,00%       |
| Primera División 1917 (AAF)  | 9  | 3  | 1  | 5  | 38,89%      |
| Copa de Honor 1917           | 2  | 1  | 0  | 1  | 50,00%      |
| Primera División 1918 (AAF)  | 9  | 5  | 1  | 3  | 61,11%      |
| Copa Competencia 1918        | 1  | 0  | 0  | 1  | 0,00%       |
| Primera División 1919 (AAF)  | 4  | 0  | 1  | 3  | 12,50%      |
| Primera División 1919 (AAmF) | 4  | 2  | 0  | 2  | 50,00%      |
| Copa Competencia 1919        | 2  | 1  | 0  | 1  | 50,00%      |
| Primera División 1920 (AAmF) | 16 | 6  | 4  | 6  | 50,00%      |
| Copa Competencia 1920        | 1  | 0  | 0  | 1  | 0,00%       |
| Primera División 1921 (AAmF) | 20 | 12 | 3  | 5  | 67,50%      |
| Primera División 1922 (AAmF) | 20 | 8  | 5  | 7  | 52,50%      |
| Primera División 1923 (AAmF) | 7  | 4  | 0  | 3  | 57,14%      |
| Primera División 1924 (AAmF) | 13 | 7  | 2  | 4  | 61,54%      |
| Copa Competencia 1924        | 5  | 0  | 2  | 3  | 20,00%      |
| Primera División 1925 (AAmF) | 12 | 6  | 3  | 3  | 62,50%      |
| Copa Competencia 1925        | 2  | 1  | 1  | 0  | 75,00%      |
| Primera División 1926 (AAAF) | 12 | 5  | 5  | 2  | 62,50%      |
| Primera División 1927 (AAAF) | 15 | 7  | 2  | 6  | 53,33%      |
| Primera División 1928 (AAAF) | 17 | 12 | 2  | 3  | 76,47%      |
| Primera División 1929 (AAAF) | 4  | 3  | 0  | 1  | 75,00%      |
| Primera División 1930 (AAAF) | 17 | 7  | 5  | 5  | 55,88%      |
| Primera División 1931        | 10 | 4  | 3  | 3  | 55,00%      |
| Primera División 1932        | 18 | 5  | 3  | 10 | 36,11%      |
| Copa Beccar Varela 1932      | 2  | 1  | 1  | 0  | 75,00%      |
| Primera División 1933        | 16 | 8  | 2  | 6  | 56,25%      |
| Copa Beccar Varela 1933      | 2  | 1  | 1  | 0  | 75,00%      |